# Redjack : La Revanche des pirates
Redjack : La Revanche des pirates (Redjack: Revenge of the Brethren) est un jeu vidéo d'action-aventure développé par Cyberflix et édité par THQ, sorti en 1998 sur Windows et Mac.

## Synopsis
Un jeune natif vivant dans un île des Caraïbes doit trouver les origines de Red Jack le pirate.

## Accueil
- Adventure Gamers : 2/5[1]
- Jeuxvideo.com : 15/20[2]